# 愛の激流
『愛の激流』（あいのげきりゅう）は、小糸のぶの小説作品、及びそれを原作としたドラマ化作品である。

## TVドラマ
1987年6月8日～7月17日にTBS「花王 愛の劇場」枠にて放送された。

### キャスト
- 香山美子
- 篠山葉子
- 林美智子
- 江角英明
- 南條豊
- 柳川慶子
- 勝部演之
- 鷲見利恵
- 堀内正美
- 松山英太郎
- 渡辺富美子
- 白石奈緒美
- 望月太郎
- 林与一
- 泉晶子
- 岡田淳子 - 大野紋香

### スタッフ
- 演出 - 桜井秀雄、雨宮望
- 脚本 - 田口耕三
- 音楽 - 橋場清
- 制作 - TBS、オフィス・ヘンミ

### 主題歌
- 「おんなの生命」

作詞：池田充男 / 作曲：船村徹 / 編曲：南郷達也 / 歌：三條正人